# 위대한 핀란드인
위대한 핀란드인(핀란드어: Suuret suomalaiset)은 2004년 핀란드 Yle에서 방송한 텔레비전 프로그램으로, 시청자 의견에 따라 역사상 가장 위대한 핀란드인 100인을 선정했다. 시청자들은 2004년 10월부터 12월까지 진행된 이 프로그램에 투표를 할 수 있었다. BBC 프로그램 ' 위대한 브리튼인(Great Britons)'의 핀란드 스핀오프다.

## 목록

### 우승자
마지막 투표에서 시청자는 리스토 뤼티, 만네르헤임 남작, 우르호 케코넨 세 후보에게 투표할 수 있었다. 우승자는 핀란드의 원수 및 대통령을 역임한 칼 구스타브 에밀 만네르헤임 남작이었다.

### 상위 10인
| 순위 | 이름                                             | 이름 | 특징 |
| ---- | ------------------------------------------------ | ---- | --- |
| 1    | 칼 구스타프 에밀 만네르헤임 남작 (1867년–1951년) |      | 핀란드의 군사지도자이자 정치인이다. 핀란드 내전 당시 백핀란드 측 사령관, 핀란드 왕국 섭정(1918년-1919년), 제2차 세계대전 당시 핀란드 방위군 총사령관, 제6대 핀란드 공화국 대통령을 역임했으며 핀란드의 전쟁 원수 칭호를 받았다. |
| 2    | 리스토 뤼티 (1889년–1956년)                      |      | 핀란드의 정치인으로 겨울전쟁 당시 제14대 핀란드 공화국 총리, 계속전쟁 당시 제5대 대통령을 역임하였다. |
| 3    | 우르호 케코넨 (1900년–1986년)                    |      | 핀란드의 정치인으로 핀란드 공화국 제8대 대통령이었으며 1956년부터 1981년까지 총 4회 연임하여 25년간 집권하였다. |
| 4    | 아돌프 에른로트 (1905년–2004년)                  |      | 핀란드의 보병 장교로 겨울전쟁과 계속전쟁에 참전하였으며 핀란드 퇴역 군인 단체의 상징이었다. |
| 5    | 타르야 할로넨 (1943년–)                          |      | 핀란드의 여성 정치인이다. 2000년 핀란드 최초의 여성 대통령으로 당선되었고, 2006년 선거에서 연임에 성공하여 2012년까지 재임하였다.                                                                                               |
| 6    | 아르보 윌푀 (1887년–1992년)                      |      | 핀란드의 소아과 의사로 20세기 핀란드의 영아 사망률을 크게 감소시켰다. 핀란드 대통령이 의사에게 수여하는 최고 명예 직함이자 단 한명만이 가질 수 있는 아르키아트리(Arkkiatri) 직함을 40년간 가지고 있었다.                        |
| 7    | 미카엘 아그리콜라 (1510년–1557년)                |      | 핀란드의 종교개혁자로 스웨덴-핀란드의 개신교 종교 개혁에 앞장선 인물이다. 또한 핀란드어 문어(文語)를 확립하였다는 평가를 받는다.                                                                                                |
| 8    | 장 시벨리우스 (1865년–1957년)                    |      | 핀란드의 스웨덴계 핀란드인 작곡가이다. 그의 음악은 핀란드의 국민성을 대표한다고 여겨진다. |
| 9    | 알렉시스 키비 (1834년–1872년)                    |      | 핀란드의 국가적 작가로 여겨지며, 탄신일인 10월 10일이 관습적 핀란드 국기 게양일인 핀란드 문예의 날이다. |
| 10   | 엘리아스 뢴로트 (1802년–1884년)                  |      | 핀란드 문헌학자이며 핀란드 전통 구전 시가를 수집한 인물이다. 핀란드 민간 전승으로부터 수집된 민족 서사시 칼레발라 저작으로 가장 잘 알려져 있다.                                                                                 |

## 해학적 투표와 투표 조작 의혹
상위 10인은 "진지한" 후보로 간주될 수 있지만, 그 아래 순위에는 많은 인물이 해학적인 표를 받았다. 11위에서 14위는 다음과 같다.
| 순위 | 이름                            | 이름 | 특징 |
| ---- | ------------------------------- | ---- | --- |
| 11   | 마티 뉘캐넨 (1963년–2019년)     |      | 1998년 동계 올림픽 스키점프 금메달 삼관왕이자 금메달을 총 4회 수상하였지만, 은퇴 이후 가수 활동 실패와 스트리퍼로 활동한 불행한 사생활로 유명하였다. 핀란드 황색언론의 관심을 가장 많이 받던 사람이었다.           |
| 12   | 배이뇌 밀뤼린네 (1909년–1963년) |      | 핀란드 역사상 가장 키가 컸던 사람이다. 프로그램의 핀란드어 제목에서 나타나는 "suuret"의 원형 "suuri"란 "위대한" 뿐만 아니라 "큰"이라는 뜻도 나타내기 때문에 많은 시청자들이 "큰 핀란드인"에게 농담으로 투표하였다. |
| 13   | 빌레 발로 (1976년–)             |      | 핀란드 얼터너티브 록 밴드 HIM의 보컬리스트이다. |
| 14   | 랄리                            |      | 핀란드의 반전설적인 인물으로, 1156년 주교 헨리를 쳐죽였다고 전해진다. |

투표 결과가 발표된 후, Yle가 "진지하지 않은 후보"를 상위 10위권 밖으로 밀어내기 위해 결과를 조작했는지에 대한 의혹이 제기되었다. Yle는 이를 비난했지만 상위 10인 이하 후보의 득표수 공개를 거부하였다.
위대한 핀란드인 100인 목록에 오르지 못한 가장 눈에 띄는 사람은 외교관이자 핀란드의 전 대통령인 마르티 아티사리로, 오랜 기간 동안 노벨 평화상 후보에 올랐으며 2008년에 노벨 평화상을 수상하였다.

## 지지자 목록
텔레비전 방송 순서에 따르면,
1. 야리 테르보 (Jari Tervo), 작가, 유머 작가이자 텔레비전 프로그램 Uutisvuoto의 출연진: 아르보 윌푀 지지.
2. 파울라 레흐토매키 (Paula Lehtomäki) 당시 핀란드 중앙당 소속 정치인이자 대외 무역 및 개발부 장관: 우르호 케코넨 지지.
3. 피르코 사이시오 (Pirkko Saisio), 핀란디아상(Finlandia Prize) 수상 작가: 미카엘 아그리콜라 지지.
4. 카리 우트리오 (Kaari Utrio), 작가이자 여성주의 운동가: 타르야 할로넨 지지.
5. 육카 비르타넨 (Jukka Virtanen), 작가, 감독이자 배우: 알렉시스 키비 지지.
6. 라세 레흐티넨 (Lasse Lehtinen), 작가이자 당시 사회민주진보동맹 소속 유럽 의회 의원: 리스토 리튀 지지.
7. 사리 카시넨 (Sari Kaasinen), 전통 음악 악단 Värttinä 소속 음악가: 엘리아스 뢴로트 지지.
8. 아르토 뉘베리 (Arto Nyberg), 저널리스트이자 TV 토크쇼 진행자: 아돌프 에른루트 지지.
9. 펙카 쿠시스토 (Pekka Kuusisto), 바이올린 연주자이자 작곡가: 장 시벨리우스 지지.
10. 리타 우오수카이넨 (Riita Uosukainen), 국민연합당 소속 정치인이자 핀란드 의회 첫 여성 의장: 만네르헤임 남작 지지.